# Notre-Dame-du-Parc
Notre-Dame-du-Parc – miejscowość i gmina we Francji, w regionie Normandia, w departamencie Sekwana Nadmorska.
Według danych z 1990 r. gminę zamieszkiwało 130 osób, a gęstość zaludnienia wynosiła 43 osoby/km² (wśród 1421 gmin Górnej Normandii Notre-Dame-du-Parc plasuje się na 768. miejscu pod względem liczby ludności, natomiast pod względem powierzchni na miejscu 840.).